# Bletilla ochracea
Bletilla ochracea é uma espécie de orquídea (Orchidaceae) do Sudeste Asiático.